# Silvia Farina Elia
Silvia Farina Elia (Milano, Italija, 27. travnja 1972.) je bivša talijanska tenisačica. 

## Teniska karijera
Silvia je profesionalnu tenisku karijeru započela 1988. godine sa svega 16 godina. Početkom 1990-ih tenisačica je počela napredovati tako da je 1991. igrala finale turnira u San Marinu te je ušla u Top 100. Na Roland Garrosu igranom 1994. prvi puta je pobijedila protivnicu iz Top 10, odnosno Gabrielu Sabatini dok sljedeće godine u Austriji osvaja svoj prvi turnir u igri parova.
Tijekom karijere, Farina se posebice isticala u igri parova tako da je igrala u 17 finala od čega ih je osvojila devet.
Silviju Farinu trenirao je Francesco Elia a nakon što se par vjenčao u rujnu 1999., tenisačica je uzela suprugovo prezime te je postala Farina Elia.
24. listopada 2005. objavila je prekid karijere zbog bolova u ramenu te je pritom izjavila: "Moje tijelo je dalo sve što se može".

## WTA finala

### Pojedinačno (3:10)
| Ishod   | Datum              | Turnir                 | Podloga         | Protivnik           | Rezultat         |
| ------- | ------------------ | ---------------------- | --------------- | ------------------- | ---------------- |
| Poraz   | 21. srpnja 1991.   | San Marino, San Marino | zemlja          | Katia Piccolini     | 2–6, 3–6         |
| Poraz   | 11. siječnja 1998. | Auckland, Novi Zeland  | beton           | Dominique Monami    | 6–4, 6–7(9), 5–7 |
| Poraz   | 26. travnja 1998.  | Budimpešta, Mađarska   | zemlja          | Virginia R. Pascual | 4–6, 6–4, 3–6    |
| Poraz   | 19. srpnja 1998.   | Varšava, Poljska       | beton           | Conchita Martínez   | 0–6, 3–6         |
| Poraz   | 1. studenog 1998.  | Luxembourg, Luksemburg | beton (dvorana) | Mary Pierce         | 0–6, 0–2, odus.  |
| Poraz   | 14. veljače 1999.  | Prostějov, Češka       | beton (dvorana) | Henrieta Nagyová    | 6–7(2), 4–6      |
| Poraz   | 7. siječnja 2001.  | Gold Coast, Australija | beton           | Justine Henin       | 6–7(5), 4–6      |
| Pobjeda | 26. svibnja 2001.  | Strasbourg, Francuska  | zemlja          | Anke Huber          | 7–5, 0–6, 6–4    |
| Pobjeda | 25. svibnja 2002.  | Strasbourg, Francuska  | zemlja          | Jelena Dokić        | 6–4, 3–6, 6–3    |
| Pobjeda | 24. svibnja 2003.  | Strasbourg, Francuska  | zemlja          | Karolina Šprem      | 6–3, 4–6, 6–4    |
| Poraz   | 17. siječnja 2004. | Canberra, Australija   | beton           | Paola Suárez        | 6–3, 4–6, 6–7(5) |
| Poraz   | 22. veljače 2004.  | Antwerpen, Belgija     | beton (dvorana) | Kim Clijsters       | 3–6, 0–6         |
| Poraz   | 10. travnja 2005.  | Amelia Island, SAD     | zelena zemlja   | Lindsay Davenport   | 5–7, 5–7         |

### Parovi (9:8)
| Ishod   | Datum               | Turnir                       | Podloga         | Partner             | ProtivniCI                               | Rezultat         |
| ------- | ------------------- | ---------------------------- | --------------- | ------------------- | ---------------------------------------- | ---------------- |
| Poraz   | 30. travnja 1990.   | Taranto, Italija             | zemlja          | Rita Grande         | Elena Bryukhovets Eugenia Maniokova      | 6–7, 1–6         |
| Poraz   | 5. srpnja 1993.     | Palermo, Italija             | zemlja          | Brenda Schultz      | Karin Kschwendt Natalia Medvedeva        | 4–6, 6–7         |
| Pobjeda | 24. srpnja 1995.    | Maria Lankowitz, Austrija    | zemlja          | Andrea Temesvári    | Alexandra Fusai Wiltrud Probst           | 6–2, 6–2         |
| Poraz   | 28. listopada 1996. | Moskva, Rusija               | beton (dvorana) | Barbara Schett      | Natalia Medvedeva Larisa Savčenko        | 6–7, 6–4, 1–6    |
| Poraz   | 1. siječnja 1997.   | Gold Coast, Australija       | beton           | Ruxandra Dragomir   | Naoko Kijimuta Nana Miyagi               | 6–7, 1–6         |
| Pobjeda | 14. srpnja 1997.    | Palermo, Italija             | zemlja          | Barbara Schett      | Florencia Labat Mercedes Paz             | 2–6, 6–1, 6–4    |
| Pobjeda | 6. srpnja 1998.     | Prag, Češka                  | zemlja          | Karina Habšudová    | Květa Peschke Michaela Pastikova         | 2–6, 6–1, 6–2    |
| Pobjeda | 4. siječnja 1999.   | Auckland, Novi Zeland        | beton           | Barbara Schett      | Seda Noorlander Marlene Weingartner      | 6–2, 7–6         |
| Pobjeda | 14. lipnja 1999.    | 's-Hertogenbosch, Nizozemska | trava           | Rita Grande         | Cara Black Kristie Boogert               | 7–5, 7–6         |
| Pobjeda | 5. srpnja 1999.     | Pörtschach, Austrija         | zemlja          | Karina Habšudová    | Olga Lugina Laura Montalvo               | 6–4, 6–4         |
| Poraz   | 14. veljače 2000.   | Hannover, Njemačka           | beton (dvorana) | Karina Habšudová    | Åsa Svensson Nataša Zvereva              | 3–6, 4–6         |
| Pobjeda | 10. srpnja 2000.    | Palermo, Italija             | zemlja          | Rita Grande         | Ruxandra Dragomir Virginia Ruano Pascual | 6–4, 0–6, 7–6(6) |
| Pobjeda | 21. svibnja 2001.   | Strasbourg, Francuska        | zemlja          | Iroda Tulyaganova   | Amanda Coetzer Lori McNeil               | 6–1, 7–6         |
| Poraz   | 20. listopada 2003. | Linz, Austrija               | beton (dvorana) | Marion Bartoli      | Liezel Huber Ai Sugiyama                 | 1–6, 6–7(6)      |
| Poraz   | 9. veljače 2004.    | Pariz, Francuska             | beton           | Francesca Schiavone | Barbara Schett Patty Schnyder            | 2–6, 3–6         |
| Pobjeda | 26. travnja 2004.   | Varšava, Poljska             | zemlja          | Francesca Schiavone | Gisela Dulko Patricia Tarabini           | 3–6, 6–2, 6–1    |
| Poraz   | 3. siječnja 2005.   | Gold Coast, Australija       | beton           | Maria Elena Camerin | Elena Lihovčeva Magdalena Malejeva       | 3–6, 7–5, 1–6    |

## Vanjske poveznice
- Profil tenisačice na WTA Tennis.com
- Profil tenisačice na FedCup.com  Arhivirana inačica izvorne stranice od 31. ožujka 2016. (Wayback Machine)